# Hoplocryptus pini
Hoplocryptus pini là một loài tò vò trong họ Ichneumonidae.